# Villa Río Bermejito
Villa Río Bermejito é uma cidade da Argentina, localizada na província de Chaco.